# 11432 Kerkhoven
11432 Kerkhoven eller 1052 T-2 är en asteroid i huvudbältet som upptäcktes den 29 september 1973 av den nederländsk-amerikanske astronomen Tom Gehrels och det nederländska astronomparet Ingrid van Houten-Groeneveld och Cornelis Johannes van Houten vid Palomarobservatoriet. Den är uppkallad efter Rudolf Albert Kerkhoven.
Asteroiden har en diameter på ungefär 8 kilometer och den tillhör asteroidgruppen Themis.